# Freda Bedi
Freda Bedi, alias Frida Bedi, Sœur Palmo, ou Gelongma Karma Kechog Palmo, née Freda Marie Houlston à Derby en Angleterre le 5 février 1911 et morte le 26 mars 1977 à New Delhi, est une religieuse britannique, une des premières femmes occidentales à être ordonnée nonne dans le bouddhisme tibétain et la première de cette tradition à recevoir l'ordination complète de bhikkhuni en 1972 dans la tradition chinoise à Hong Kong.

## Biographie
Freda Bedi, née Freda Marie Houlston à Derby (Angleterre) le 5 février 1911, est la fille de Francis Edwin Houlston et Nellie Diana Harrison. Son père est tué en 1918 dans la Première Guerre mondiale et sa mère se remarie en 1920 avec Frank Norman Swan.
Elle étudie à la Parkfield Cedars Grammar School à Derby, puis au St Hugh's College à Oxford où elle obtient une maîtrise ès arts en Philosophie, politique et économie. À Oxford, elle rencontre son futur époux, Baba Pyare Lal Bedi (1909–1993), un sikh de la famille Bedi, lié à l'ancien clan de Gurû Nanak, écrivain et philosophe fondateur du sikhisme. Elle étudie quelques années à la Sorbonne à Paris.

### Vie en Inde

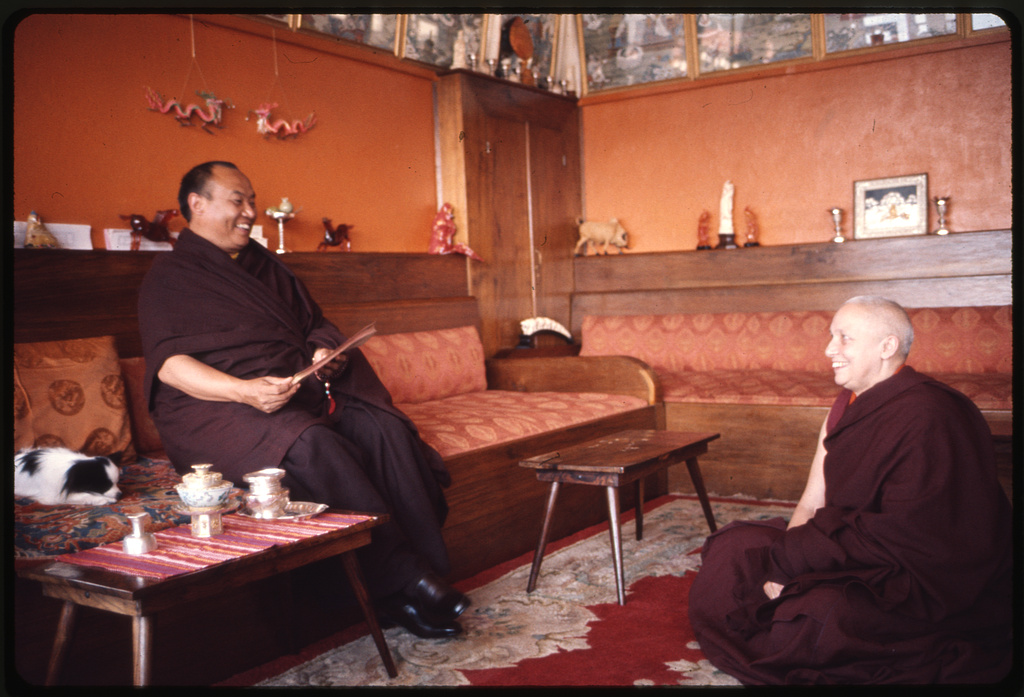
Le 16e karmapa (à gauche) et Freda Bedi au monastère de Rumtek au Sikkim.

Freda Bedi suit son époux à Berlin, où il a l'intention de poursuivre des études doctorales en sciences politiques, mais quand Hitler arrive au pouvoir en 1934, ils fuient en Inde avec Ranga, leur premier enfant, né à Berlin en 1933
Freda Bedi s'installe définitivement en 1934 en Inde où elle apprend l'hindi. Elle participe au mouvement pour l'indépendance de l'Inde, devenant la première femme britannique parmi les satyagrahi du Mahatma Gandhi. Elle est arrêtée et détenue par les autorités britanniques avec ses enfants en même temps que Gandhi. Elle est libérée après avoir purgé la moitié d'une peine de six mois, elle se retrouve « virtuellement béatifiée » en « héroïne nationale ».
Elle devient professeur d'anglais à Srinagar au Cachemire, puis rédacteur en chef du magazine Social Welfare du ministère des Affaires sociales. Elle devient également assistante sociale des Services sociaux de la Commission de planification de la Birmanie aux Nations unies et conseillère pour les réfugiés tibétains au Ministère des Affaires extérieures. En 1952, elle visite Rangoon où elle apprend la méditation Vipassanā bhāvanā avec Mahasi Sayadaw et Sayadaw U Titthila,.
En 1959, lorsque le 14e dalaï-lama arrive en Inde avec des milliers de Tibétains, Freda Bedi est appelée par Jawaharlal Nehru pour les aider en tant que responsable de la commission de protection sociale. Elle consacre alors sa vie à l'activité sociale et prend pour guide le 16e karmapa de la tradition karma-kagyü. Elle collabore avec le dalaï-lama pour établir l'École des jeunes lamas, (tout d'abord à Delhi, puis à Dalhousie, Himachal Pradesh), dont elle devient directrice. Elle sollicite Chögyam Trungpa Rinpoché pour former les jeunes moines tibétains. Il devient ainsi le conseiller spirituel de Lama Zopa Rinpoché, Akong Rinpoché, Tulkou Tenzin Pema, Gelek Rimpoché, Yeshe Losal, et les fils de Tulku Urgyen Rinpoché, Chokyi Nyima Rinpoché et Chokling de Tsikey.
Dans les années 1960, elle fonde le couvent pour femmes tibétaines Karma Ling Drubgyu Thargay au nord de l'Inde à Tilokpur (en), sous la direction du  16e karmapa. L'établissement est achevé en 1968, 27 nonnes s'y installent sous la supervision de Freda Bedi et d'un abbé, le lama Karma Thinley Rinpoché. L'établissement est le premier centre monastique des deux genres à avoir été construit pour les réfugiés tibétains. Il existe encore en 2017.
En 1959, Christopher Hills (en) fait pression sur Nehru pour qu'il approuve la formation du gouvernement tibétain en exil du dalaï-lama qui a fui la persécution au Tibet et accorde le statut de réfugiés aux Tibétains en exil. Hills était en contact avec des Tibétains à travers ses études bouddhistes. En 1960, il finance son amie Freda Bedi pour l'établissement de l'école des jeunes lamas à Dalhousie. Il contribue aussi à la construction du couvent Karma Ling Drubgyu Thargay et aide Freda Bedi à organiser son voyage en Occident avec Rangjung Rigpe Dorje en 1974.
Alors qu'elle n'avait pas vécu avec son mari depuis un certain temps, que sa fille s'était mariée et que son fils était diplômé de l'université, Freda Bedi est ordonnée nonne en 1964 par le 16e karmapa.
Le 1er août 1966, Freda Bedi reçoit l'ordination sramaneri à Rumtek, siège du Karmapa en exil, et prend le nom de Gelongma Karma Kechog Palmo. Elle devient ainsi l'une des premières femmes occidentales à recevoir l'ordination de nonne novice dans le bouddhisme tibétain,,,. En 1972, elle est la première nonne de la tradition tibétaine à recevoir l'ordination complète de bhikkhuni, dans la tradition chinoise à Hong Kong,,.
En 1971, un livre dont elle est l'auteur est publié en Allemagne par l'Arya Maitreya Mandala de Lama Anagarika Govinda.

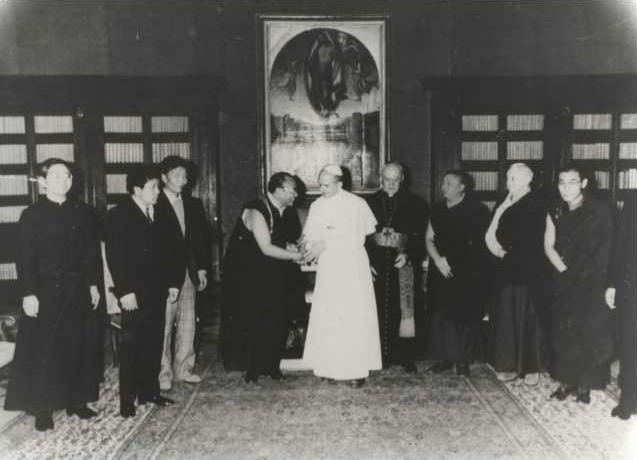
Le 16e karmapa, Rangjung Rigpe Dorje, et le pape Paul VI le 17 janvier 1975 (Freda Bedi, avant-dernière à droite).

En 1974, elle convainc le 16e karmapa de faire une tournée en Europe, aux États-Unis, au Canada et en Afrique du Sud et y prend part. Le 17 janvier 1975, il est reçu en audience par le pape Paul VI qu'elle participa à organiser,,.
Bedi a aussi été l'une des premières femmes traductrices bouddhistes tibétaines du dharma dans l'histoire des Karmapas et du bouddhisme tibétain.
Elle décède à New Delhi, le 26 mars 1977,,. Elle laisse deux fils, Ranga et Kabir Bedi, et une fille, Gulhima. Elle fut aussi traductrice du tibétain vers l'anglais.

## Réincarnation
Freda Bedi est considérée par le 16e karmapa comme l'émanation d'un boddhisattva, Tara blanche. Née en 1979, Jetsunma Jamyang Palmo est l'une des premières tulkou tibétaines reconnue comme réincarnation d'une nonne occidentale, en l'occurrence Freda Bedi, et a été reconnue par Sakya Trizin,, bien qu'il existe des contestations.

## Publications

### Ouvrages
- (en) Freda Marie Houlston Bedi et Baba Pyare Lal Bedi, India analysed, V. Gollancz, 1933
- (en) Freda Marie Houlston Bedi, Behind the mud walls, Unity Publishers, 1940
- (en) Freda Bedi, Bengal Lamenting, Lahore : Lion, 1944
- (en) Baba Pyare Lal Bedi, Freda Marie (Houlston) Bedi, Sheikh Abdullah: his life and ideals, 1949
- (de) Ein Rosenkranz von Morgengebeten : nach der Tradition des Mahayana - Buddhismus / aus dem Tibetischen ins Englische übers, Karma Khechog Palmo. Deutsche Wiedergabe von Advayavajra. – Almora, Indien : Kasar-Devi-Ashram-Publication, 1971. – VI, 49 p.
- (en) Freda Bedi, Anna Bhushan, Rhymes for Ranga, Random House, Inde, 2010,  (ISBN 81-8400-036-7)

### Traductions

#### Du français
- Voltaire, Fragments on India, Lion Press, 1937

#### Du tibétain
- A Garland of morning prayers in the tradition of Mahayana Buddhism, Gelongma Karma Tsultim Khechog Palmo, Ed Palmo, 1976
- Wangchuk Dorje (Karmapa IX), Zhar dMar dKon mChog Yan Lag, Mahamudra meditation or The Mahamudra, Gelongma Karma Tsultim Khechog Palmo, Ed. Karma Rigdol Publications, 1971